# 朱氏花高鱂
朱氏花高鱂，為輻鰭魚綱鯉齒目鯉齒亞目花鳉科的其中一種，分布於非洲三比西河、剛果河中游流域，體長可達5公分，棲息在植被生長的溪流，屬肉食性，生活習性不明，可作為觀賞魚。

## 擴展閱讀
維基物種上的相關：朱氏花高鱂